# Risona Bank
Risona Bank (りそな銀行?, Resona Bank) è uno spot televisivo d'animazione del 2003, diretto da Takeshi Inamura e realizzato per sponsorizzare la banca Risona. 

È stato trasmesso sulla televisione giapponese da febbraio a marzo del 2003.

## Curiosità
- Lo spot pubblicitario è rintracciabile sul dvd prodotto dallo Studio Ghibli Ghibli ga Ippai Special.